# FUN
『FUN』（ファン）は、1998年10月9日から2004年3月26日まで、日本テレビ系列で毎週金曜 23:00 - 23:30 （日本標準時）に放送された、日本テレビ制作の音楽バラエティ番組。カネボウの一社提供番組でもある。

## 概要
前番組『FAN』と同様に、カネボウ一社提供による音楽番組としてスタートした本番組は、当初はスタジオライブ以外はトークを中心とした番組内容であったが、後にクイズからゲームまで幅広い企画を行うようになった。「今週の紀香チェック」というカネボウの宣伝コーナーもその一つであり、出演者の藤原紀香のメイクをスタジオで製品紹介を交えながら紹介していた。
スタジオセットは、当初大人のバーを思わせるセットが使用されていたものの、こちらも前述の番組内容の変化に伴って明るい雰囲気のものへと改められた。2003年8月1日放送分から最終回直前までは「クリオネ」（声：カリカナタ）というキャラクターが登場し、番組を盛り上げた。

## 出演者

### 司会
- 松任谷正隆
- 今田耕司
- 藤原紀香

### スペシャルゲスト（サプライズゲスト）
初回のゲストはサザンオールスターズだった。ジャニーズ事務所所属タレントが出演した例は極めて少なく、少年隊が出演したのみである。また、浜崎あゆみらスポンサーの競合他社のCMに出ていたタレントも出演しなかった。
- アントニオ猪木
- 諸星和己
- 山田花子
- 土田晃之
- 間寛平
- 肥後克広
- ほか多数

### ナレーター
- ケント・フリック

## スタッフ
- 構成：沢口義明、関根清貴、矢頭浩、AKO
- TD → TM：坂東秀明
- TM：原泰造
- TD：坂東秀明
- SW：秋山真、小林宏義【週替り】
- CAM：望月達史、角田洋子【週替り】
- VE：佐藤満、服部博、守屋誠一、佐久間治雄【週替り】
- VTR：小沢郁彌、高田彰彦、守屋誠一、外城勇一【週替り】
- 音声：村上正
- 照明：小寺勝馬、土屋欣宥、谷田部恵美
- 美術デザイン：高野雅裕、塚越千恵
- 編集・MA：RVC（関井昭男・林光伸）
- 音効：岡崎宏
- TK：池田佳寿子
- ステージ：土居甫
- 広報：片岡英彦 → 杉山克美
- AP：森田真由美
- デスク：津下佳子
- ディレクター：氣賀澤宏隆、高谷和男、原司、久保田克重、江成真二
- 総合演出：尾高賢哉
- プロデューサー：神蔵克 → 寺内壮
- 演出・プロデューサー：藤井淳
- チーフプロデューサー：佐野譲顕 → 吉田真 → 吉川圭三
- 制作協力：えむ・ふぁーむ
- 制作著作：日本テレビ

## テーマソング（FUN'S RECOMMEND）
『FUN』が推薦した楽曲が番組のエンディングにオンエアされた。『日本テレビ系「FUN」FUN'S RECOMMEND #○○○』（○は数字三桁）とタイアップ表記される。
| #   | 曲名                           | アーティスト名         | 発売日         | レーベル                       | オンエア期間            |
| --- | ------------------------------ | ---------------------- | -------------- | ------------------------------ | ----------------------- |
| 001 | Happy Make 〜weekend mission〜 | 木村由姫               | 1998年10月14日 | S.L.K. RECORDS                 | 1998年10月 - 1998年11月 |
| 002 | Don't walk away                | LUKA                   | 1998年12月2日  | Sony Records                   | 1998年12月 - 1999年1月  |
| 003 | Your Love                      | 八反安未果             | 1999年3月3日   | PONY CANYON                    | 1999年2月 - 1999年3月   |
| 004 | morning prayer                 | SILVA                  | 1999年3月25日  | Boogaloo Records               | 1999年4月 - 1999年5月   |
| 005 | 恋に走りだそう                 | Mary-go-round          | 1999年6月23日  | HARVEST RECORDS                | 1999年6月 - 1999年7月   |
| 006 | as A person                    | 華原朋美               | 1999年7月22日  | WEA Japan                      | 1999年8月 - 1999年9月   |
| 007 | 本能                           | 椎名林檎               | 1999年10月27日 | イーストワールド               | 1999年10月 - 1999年11月 |
| 008 | Brilliant Snow                 | shela                  | 1999年12月1日  | avex trax                      | 1999年12月 - 2000年1月  |
| 009 | Baby Love                      | 知念里奈               | 2000年2月4日   | Sony Records                   | 2000年2月 - 2000年3月   |
| 010 | 青いトゲ                       | 桃乃未琴               | 2000年5月24日  | ビクターエンタテインメント     | 2000年4月 - 2000年5月   |
| 011 | 少女ロボット                   | ともさかりえ           | 2000年6月21日  | EMI                            | 2000年6月 - 2000年7月   |
| 012 | Reborn                         | [iksí:d]（イクシード） | 2000年8月30日  | SME Records                    | 2000年8月 - 2000年9月   |
| 013 | Calm Soul                      | speena                 | 2000年10月18日 | avex trax                      | 2000年10月 - 2000年11月 |
| 014 | 冬の街                         | 村田亮                 | 2000年12月13日 | インペリアルレコード           | 2000年12月 - 2001年1月  |
| 015 | パピヨン 〜papillon〜          | 島谷ひとみ             | 2001年2月7日   | avex trax                      | 2001年2月 - 2001年3月   |
| 016 | Theme 2001                     | hiro:n                 | 2001年5月23日  | ヒートウェーヴ                 | 2001年4月 - 2001年5月   |
| 017 | Believe in                     | KAZAMI                 | 2001年6月6日   | SME Records                    | 2001年6月 - 2001年7月   |
| 018 | precious days                  | QUERER                 | 2001年8月1日   | ビクターエンタテインメント     | 2001年8月 - 2001年9月   |
| 019 | Paradox                        | w-inds.                | 2001年10月17日 | FLIGHT MASTER                  | 2001年10月 - 2001年11月 |
| 020 | 二人のアカボシ                 | キンモクセイ           | 2002年1月9日   | BMGファンハウス                | 2001年12月 - 2002年1月  |
| 021 | ONEWAY                         | KICK THE CAN CREW      | 2002年3月13日  | ワーナーミュージック・ジャパン | 2002年2月 - 2002年3月   |
| 022 | 強くなんて…                    | Nyle                   | 2002年4月24日  | zetima                         | 2002年4月 - 2002年5月   |
| 023 | I Just                         | DAYS                   | 2002年7月24日  | ユニバーサルJ                  | 2002年6月 - 2002年7月   |
| 024 | 金のピストル                   | 小久保淳平             | 2002年8月7日   | Virgin Music                   | 2002年8月 - 2002年9月   |
| 025 | RESET                          | SINBA                  | 2002年11月20日 | DREAM MACHINE                  | 2002年10月 - 2002年11月 |
| 026 | Chocolate                      | SORTITA                | 2003年1月22日  | east west                      | 2002年12月 - 2003年1月  |
| 027 | 赤い砂漠の伝説                 | 島谷ひとみ             | 2003年2月26日  | avex trax                      | 2003年2月 - 2003年3月   |
| 028 | DOUBLE LIMITS                  | SHY                    | 2003年4月23日  | KMF                            | 2003年4月 - 2003年5月   |
| 029 | Jericho                        | オノ・アヤコ           | 2003年5月21日  | バップ                         | 2003年6月 - 2003年7月   |
| 030 | 愛する君が傍にいれば           | 岸本早未               | 2003年8月6日   | GIZA studio                    | 2003年8月 - 2003年9月   |
| 031 | 恋愛15シミュレーション         | 星井七瀬               | 2003年10月15日 | Virgin Music                   | 2003年10月 - 2003年11月 |
| 032 | ヌクモリ 〜Your Texture〜      | 森奥愛                 | 2004年1月28日  | Virgin Music                   | 2003年12月 - 2004年1月  |
| 033 | Viola                          | 島谷ひとみ             | 2004年3月17日  | avex trax                      | 2004年2月 - 2004年3月   |

## CD
番組のテーマソング全33曲から選曲された、計14曲が収録されたコンピレーション・アルバム『FUN FUN'S RECOMMEND 〜MUSIC & VISUAL Selection〜』が、放送終了から約半年後の2004年9月23日に発売された。規格品番はAVCD-17523/B。発売元はavex trax。廃盤。
DVDには、番組のみでオンエアされたFUNオリジナルクリップ映像が10曲収録されている。
- Various Artists『FUN FUN'S RECOMMEND 〜MUSIC & VISUAL Selection〜』

CD (CCCD)
-MUSIC-
1. Happy Make 〜weekend mission〜 / 木村由姫 [3:47]
2. Your Love / 八反安未果 [5:07]
3. morning prayer / SILVA [5:08]
4. as A person / 華原朋美 [4:43]
5. Baby Love / 知念里奈 [5:15]
6. 少女ロボット / ともさかりえ [2:42]
7. パピヨン 〜papillon〜 / 島谷ひとみ [4:18]
8. Paradox / w-inds. [4:16]
9. ONEWAY / KICK THE CAN CREW [4:20]
10. 赤い砂漠の伝説 / 島谷ひとみ [4:55]
11. DOUBLE LIMITS / SHY [4:06]
12. Jericho / オノ・アヤコ [5:13]
13. 愛する君が傍にいれば / 岸本早未 [4:13]
14. 恋愛15シミュレーション / 星井七瀬 [5:07]

- 63分10秒

DVD
-VISUAL-
FUNオリジナルクリップ映像
1. 赤い砂漠の伝説 / 島谷ひとみ
2. 愛する君が傍にいれば / 岸本早未
3. Paradox / w-inds.
4. ONEWAY / KICK THE CAN CREW
5. DOUBLE LIMITS / SHY
6. morning prayer / SILVA
7. パピヨン 〜papillon〜 / 島谷ひとみ
8. Baby Love / 知念里奈
9. 恋愛15シミュレーション / 星井七瀬
10. Jericho / オノ・アヤコ

- 約35分／片面1層／MPEG-2／アスペクト比4:3／リニアPCMステレオ音声

協力：日本テレビ
企画：日本テレビ音楽